# Lee Zeldin
Lee Michael Zeldin (East Meadow, 30 gennaio 1980) è un politico statunitense, amministratore dell'EPA nella seconda amministrazione Trump dal 29 gennaio 2025 ed in precedenza membro della Camera dei Rappresentanti per lo stato di New York dal 2015 al 2023. Zeldin è membro del Partito Repubblicano.
Zeldin è considerato un repubblicano conservatore: durante la presidenza di Donald Trump, Zeldin è stato un suo fedele alleato, difendendo in modo prominente Trump durante le sue prime udienze di impeachment in relazione allo scandalo Trump-Ucraina.
Dopo che Trump ha perso le elezioni presidenziali del 2020 e ha parlato di frode, Zeldin ha votato contro la certificazione dei voti elettorali di Arizona e Pennsylvania.
Nell'aprile 2021, Zeldin ha annunciato la sua candidatura a governatore di New York nel 2022. È il candidato del Partito Repubblicano, avendo sconfitto tre sfidanti nelle primarie governative repubblicane.

## Biografia
Nato a East Meadow, New York, figlio di Merrill Schwartz e David Zeldin, e cresciuto nello stato di New York, Zeldin si è diplomata alla William Floyd High School di Mastic Beach, New York, nel 1998. Ha anche frequentato la scuola ebraica. Zeldin si è laureato in scienze politiche presso la SUNY University di Albany nel 2001 e ha poi ottenuto un dottorato in giutrisprudenza alla Albany Law School nel maggio 2003 diventando avvocato.

### Servizio militare e pratica legale
Zeldin ha fatto il corso nell'esercito per diventare sottotenente, ha prestato servizio dal 2003 al 2007, prima nel Military Intelligence Corps e poi inviato a combattere in Iraq. Un anno più tardi è passato dal servizio attivo alla Riserva dell'Esercito, dove ha conseguito il grado di tenente colonnello.
Nel 2007, Zeldin è diventato un avvocato per l'Autorità Portuale di New York e New Jersey. Nel 2008, ha avviato uno studio legale a Smithtown, New York. Lo ha gestito a tempo pieno fino a quando non è stato eletto nel 3º distretto del Senato dello Stato di New York nel 2010.

## Carriera politica

### Membro della Camera dei Rappresentanti degli Stati Uniti d'America per lo Stato di New York (2015–2023)
Entrato in politica con il Partito Repubblicano, nel 2008 si è candidato alla Camera dei Rappresentanti sfidando il deputato democratico Tim Bishop ma venne sconfitto nettamente. Nel 2010 fu eletto all'interno della legislatura statale di New York e ottenne un secondo mandato nel 2012.
Nel 2014 si candidò nuovamente per il seggio occupato da Bishop e questa volta riuscì a sconfiggerlo, risultando eletto. Zeldin divenne così l'unico repubblicano ebreo del Congresso Nell'agosto 2020 diventeranno due.

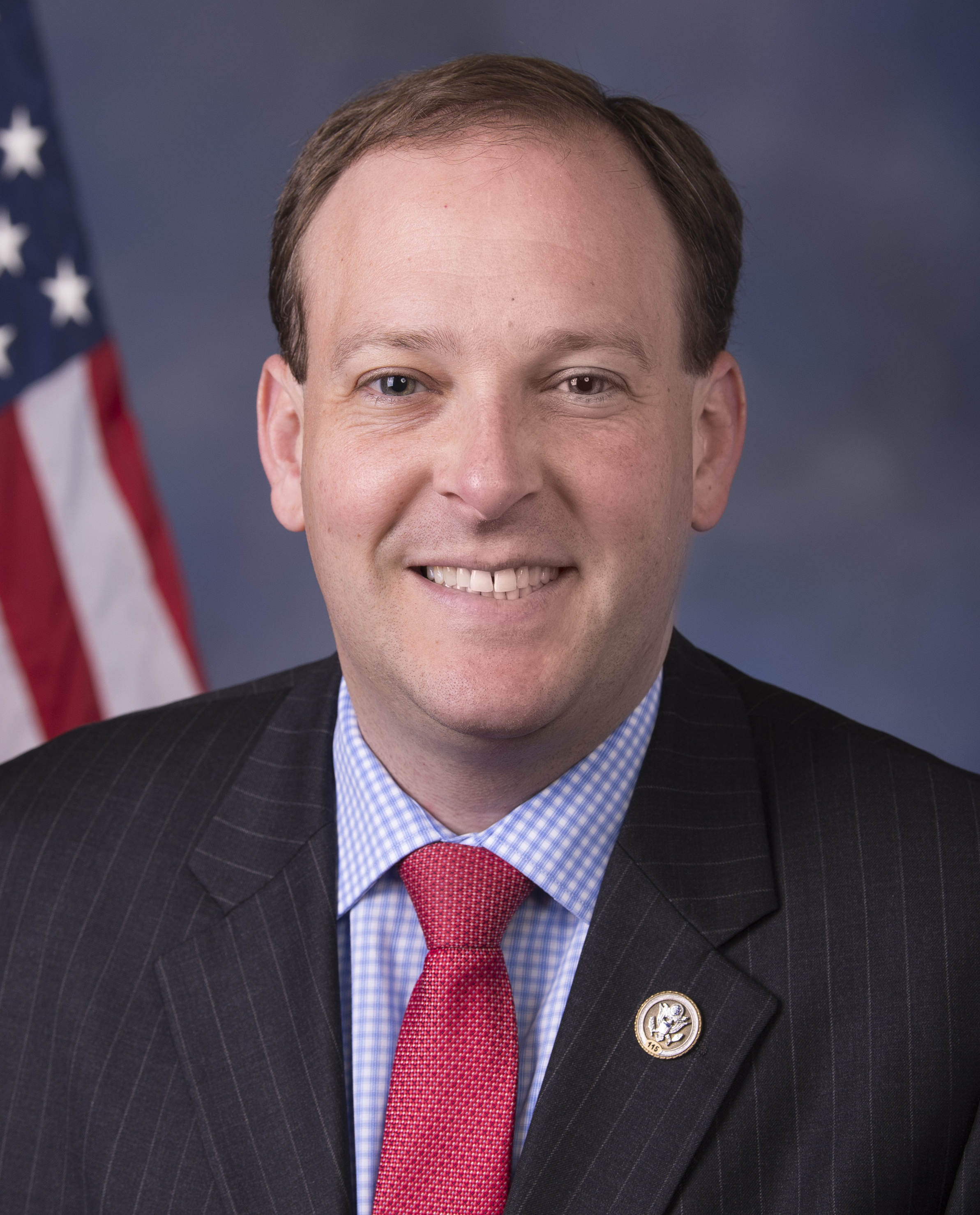
Ritratto ufficiale di Lee Zeldin come membro della Camera dei Rappresentanti degli Stati Uniti d'America

Decise di lasciare la Camera dei rappresentanti alla fine del 117º Congresso per candidarsi alla carica di governatore di New York, ma venne sconfitto dalla democratica in carica Kathy Hochul.

### 17° Amministratore dell'EPA (2025-)
L'11 novembre 2024, il Presidente eletto Donald Trump ha scelto Zeldin per il ruolo di amministratore dell'EPA nella sua seconda amministrazione. È stato confermato con il voto del Senato il 29 gennaio 2025.

## Vita privata
Zeldin è cresciuto tra un misto di ebraismo conservatore e giudaismo riformato, nipote di rabbini riformati e conservatori, mentre sua moglie Diana è mormone. La coppia ha due figlie gemelle. Vivono a Shirley, New York. Zeldin è membro del B'nai Israel Reform Temple a Oakdale. Suo nonno, il rabbino Abraham Jacob "Jack" Zeldin, fondò il Farmingdale Jewish Center, una sinagoga conservatrice. Suo prozio Isaiah Zeldin era un importante rabbino che fondò lo Stephen S. Wise Temple a Los Angeles e il suo bisnonno Morris A. Zeldin ha cofondato quella che oggi è la UJA-Federation di New York.